# Emil Hellrath

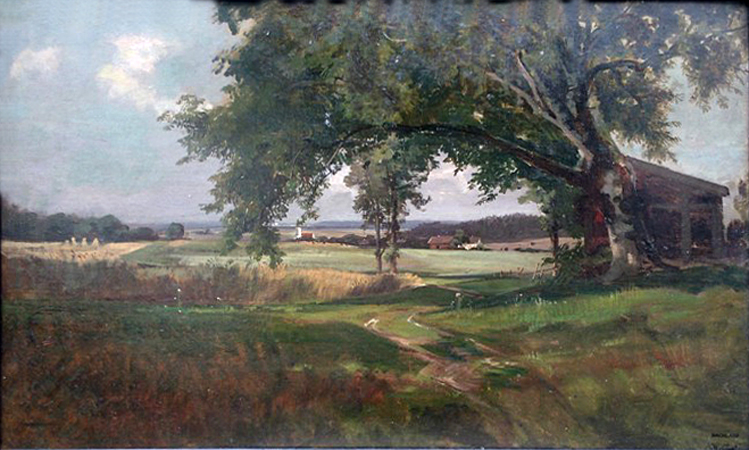
Weite Landschaft mit Dorfblick

Emil Hellrath (* 18. Juli 1838 in Rees; † 1. Juni 1923 in München) war ein deutscher Landschaftsmaler.
Hellrath studierte von 1857 bis 1859 an der Königlich-Preußischen Kunstakademie Düsseldorf bei Josef Wintergerst, danach wurde er bis 1861 Privatschüler bei Oswald Achenbach. Nach dem Studium wurde er zunächst in München, Dresden und Amsterdam als freischaffender Künstler tätig, ließ sich endlich 1865 in München nieder.
Hellrath nahm an Ausstellungen in Wien, München und Dresden teil. Er wird der Düsseldorfer Malerschule zugeordnet.